# Federico Barocci
Federico Barocci (Baroccio), właśc. Federico Fiori (ur. ok. 1535 w Urbino, zm. 30 września 1612 tamże) – włoski malarz, rysownik i sztycharz późnego renesansu i baroku.

## Życiorys
Był synem zegarmistrza parającego się także wyrobem gemm Ambrogia Barocciego i siostrzeńcem architekta Bartolomea Gengi (1518-1558). Uczył się u manierysty Giovanniego Battisty Franco (ok. 1510-1561). Pracował m.in. dla cesarza Rudolfa II i króla Filipa II Hiszpańskiego. Poza dwoma wyjazdami do Rzymu u progu kariery, całe życie spędził w rodzinnym Urbino. Był bardzo przywiązany do swego rodzinnego miasta; często umieszczał jego widoki w tle swoich kompozycji. Malował głównie obrazy religijne do kościołów w Urbino, Arezzo, Rawennie, Pesaro, Mediolanie, Perugi, Rzymie i Genui. W latach 1561–1563 brał udział w wykonaniu dekoracji (freski na sklepieniu) willi papieża Piusa IV w Ogrodach Watykańskich. Opuścił Rzym z powodów zdrowotnych. Po powrocie do Urbino poważnie chorował i przez wiele lat nie tworzył. Zajmował się też rysunkiem (jako jeden z pierwszych stosował kolorową kredkę) oraz grafiką (był autorem kilku akwafort).

## Twórczość
Pierwsze prace tworzył pod wpływem dzieł Rafaela, które studiował podczas pierwszego pobytu w Rzymie. Wpływ Correggia na jego twórczość przejawiał się w stosowaniu żywych barw o pastelowych odcieniach, kompozycji oraz efektach sztucznego światła. W swoich pracach przestrzegał zaleceń Soboru Trydenckiego odnośnie do sztuki religijnej. Jego styl idealnie odpowiadał postulatom kontrreformacji.
Jego obrazy pozbawione są motywów symbolicznych i ukrytych znaczeń. Obfitują w szczegóły zaczerpnięte z życia codziennego, czego przykładem są Narodzenie (1597) oraz Ucieczka Eneasza z Troi (1598). Oprócz dzieł religijnych o złożonej kompozycji (Złożenie do grobu, Madonna del Popolo, Męczeństwo św. Witalisa) malował również portrety (Quintilia Fischieri, Portret młodej kobiety, Franciszek II della Rovere). Jego późniejsza twórczość pozbawiona jest cech manieryzmu i zapowiadała już styl barokowy (Błogosławiona Michalina z Pesaro, Święty Hieronim).
Szczególną wagę przywiązywał do koloru, używając palety żywych, rozświetlonych barw. Lekkie i delikatne oświetlenie pozwalało mu uzyskiwać efekty zanikania i rozpraszania harmonijnie połączonych kolorów. Mawiał: „Jak melodia głosów cieszy słuch, tak wzrok rozwesela współbrzmienie barw przy akompaniamencie harmonijnych linii”.
Jak podaje włoski biograf Gian Pietro Bellori w Żywotach nowoczesnych malarzy, rzeźbiarzy i architektów (Rzym 1672), był niezwykle szybki w kolorowaniu i często zacierał kontury wielkim palcem dłoni zamiast pędzlem.
Oddziałał na styl malarzy sieneńskich (Francesco Vanni, Ventura Salimbeni) i bolońskich. Jego dzieła podziwiali i badawczo studiowali artyści XVII wieku, od Reniego po Rubensa. Inspirowali się nim również artyści Oświecenia, m.in. Giuseppe Maria Crespi oraz francuscy malarze rokokowi. Wielu artystów XVII i XVIII wieku fascynowała jego umiejętność łagodnych przejść między harmonijnymi odcieniami delikatnych kolorów.

## Dzieła
| Obraz                                                                        | Data      | Miejsce                                            | Grafika |
| ---------------------------------------------------------------------------- | --------- | -------------------------------------------------- | ------- |
| Męczeństwo św. Sebastiana                                                    | 1557      | Katedra w Urbino                                   |         |
| Madonna z Dzieciątkiem i świętymi Szymonem i Judą (Madonna di San Simone)    | 1567      | Galleria Nazionale delle Marche, Urbino            |         |
| Zdjęcie z krzyża                                                             | 1567-79   | Katedra w Perugii                                  |         |
| Odpoczynek podczas ucieczki do Egiptu (Madonna z wiśniami)                   | 1570      | Muzea Watykańskie, Rzym                            |         |
| Wizja św. Franciszka                                                         | 1570      | Muzea Watykańskie, Rzym                            |         |
| Portret Francisca II della Rovere                                            | 1572      | Uffizi, Florencja                                  |         |
| Madonna z Dzieciątkiem, św. Józefem i Janem Chrzcicielem (Madonna del Gatto) | ok. 1575  | National Gallery w Londynie                        |         |
| Madonna del Popolo (Madonna Ludu)                                            | 1575-79   | Uffizi, Florencja                                  |         |
| Męczeństwo świętego Witalisa                                                 | 1580-83   | Pinakoteka Brera, Mediolan                         |         |
| Obrzezanie                                                                   | 1590      | Luwr, Paryż                                        |         |
| Powołanie św. Piotra i św. Andrzeja                                          | 1590-1609 | Muzeum Pałacu Króla Jana III w Wilanowie, Warszawa |         |
| Zwiastowanie                                                                 | 1592-96   | Santa Maria degli Angeli, Perugia                  |         |
| Ucieczka Eneasza z Troi                                                      | 1598      | Galeria Borghese, Rzym                             |         |
| Św. Hieronim                                                                 | 1598      | Galeria Borghese, Rzym                             |         |
| Święty Ambroży                                                               | 1600      | Katedra w Mediolanie                               |         |
| Narodzenie                                                                   | 1597      | Prado, Madryt                                      |         |
| Święty Hieronim                                                              | ok. 1597  | Galeria Borghese, Rzym                             |         |
| Quintilia Fischeri                                                           | ok. 1600  | National Gallery of Art, Waszyngton                |         |
| Ukrzyżowanie                                                                 | 1604      | Prado, Madryt                                      |         |
| Ustanowienie Eucharystii                                                     | 1608      | Santa Maria sopra Minerva, Rzym                    |         |
| Głowa brodatego starca (rysunek)                                             | 1584-86   | Albertina, Wiedeń                                  |         |
| Złożenie do grobu                                                            |           | Muzeum w Nysie                                     |         |